# Poecilopsis scotica
Poecilopsis scotica là một loài bướm đêm trong họ Geometridae.